# Ossian Skarsgård
Ossian Skarsgård (* 26. April 2009 in Oslo) ist ein schwedischer Kinderdarsteller und Synchronsprecher.

## Leben und Werk
Ossian Skarsgård wurde im Jahr 2009 als Sohn des schwedischen Schauspielers Stellan Skarsgård und von Megan Everett in Oslo geboren.
Seine Karriere begann 2017 mit einer kleinen Sprechrolle in Björn Runges Film Die Frau des Nobelpreisträgers, in dem er den jungen David Castelman sprach. 2022 spielte er, erneut unter der Regie von Björn Runge, im Kinofilm Burn All My Letters den jungen Alex Schulman.
Im Frühjahr 2023 gab Schwedens öffentlich-rechtlicher Fernsehsender SVT bekannt, dass eine der Hauptrollen im alljährlichen Fernsehadventskalender mit Ossian Skarsgård besetzt wird. Er spielt in der 24-teiligen Serie Trolltider – legenden om bergatrollet den Trolljungen Love.

## Filmografie
- 2017: Die Frau des Nobelpreisträgers (The Wife)
- 2022: Burn All My Letters (Bränn alla mina brev)
- 2023: Trolltider – legenden om Bergatrollet (Fernsehserie, 24 Episoden)